# Pardosa nanyuensis
Pardosa nanyuensis este o specie de păianjeni din genul Pardosa, familia Lycosidae, descrisă de Yin et al., 1995. Conform Catalogue of Life specia Pardosa nanyuensis nu are subspecii cunoscute.